# Dracaena calocephala
Dracaena calocephala är en sparrisväxtart som beskrevs av Jan Justus Bos. Dracaena calocephala ingår i släktet dracenor, och familjen sparrisväxter. Inga underarter finns listade i Catalogue of Life.